# Jovana Janković

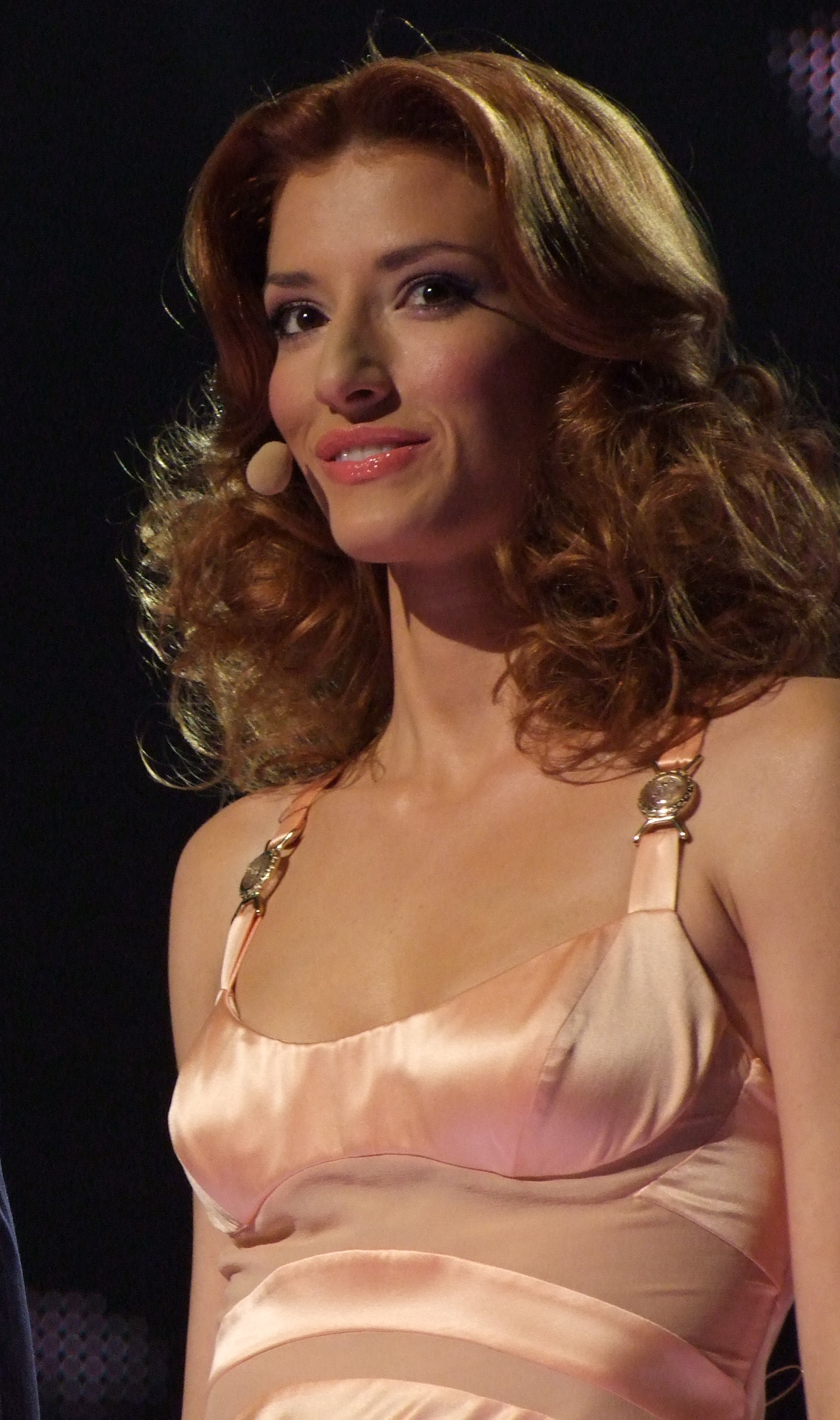
Jovana Janković, 2008

Jovana Janković (Servisch: Јована Јанковић) (Belgrado, 25 april 1981) is een Servische televisiepresentatrice en wordt gezien als het handelsmerk van RTS, het nationale omroeporgaan van Servië. Samen met Željko Joksimović presenteerde zij het Eurovisiesongfestival van 2008, dat in Belgrado werd gehouden.

## Carrière
Janković startte haar carrière toen zij negentien was. Terwijl ze haar universitaire studie afrondde, kreeg ze een aanbieding van het Servische BKTV. 